# Schindlerfische
Die Schindlerfische (Schindleria) sind eine Gattung sehr kleiner Meeresfische. Sie kommen im Roten Meer und im tropischen westlichen Pazifik von den Ryūkyū-Inseln und dem Südchinesischen Meer über Neuguinea bis in den südöstlichen Pazifik (Osterinsel, Salas y Gómez) vor. 

## Merkmale
Schindlerfische bleiben ihr Leben lang in einem larvenartigen, neotenen Zustand und werden so auch geschlechtsreif. Ihr langgestreckter Körper erreicht, je nach Art, eine Länge von 8,4 mm bis 25 mm. Die kleinste Art, Schindleria brevipinguis, gilt als einer der kleinsten Fische und eines der kleinsten Wirbeltiere.
Schindlerfische haben einen transparenten Körper mit durchscheinenden Gonaden. Ein großer Teil der Knochen entwickelt sich nicht. Ihre Vorniere (Pronephros) bleibt das ganze Leben über funktionell. Die niedrige Rückenflosse wird von 15 bis 22 unverzweigten Flossenstrahlen gestützt, die Afterflosse von 11 bis 17. Die Brustflossen haben 11 bis 18 Flossenstrahlen, Bauchflossen fehlen. Die Schwanzflosse hat 13 Hauptstrahlen. Die Anzahl der Wirbel beträgt 31 bis 44, die der Branchiostegalstrahlen fünf.
Schindlerfische werden in der Nacht von künstlichem Licht angelockt.

## Systematik
Die Schindlerfische wurden zunächst als eigene Unterordnung Schindlerioidei in die Ordnung der Barschartigen (Perciformes) gestellt, galten dann aber als Familie Schindleriidae der Grundelartigen (Gobioidei, heute Gobiiformes). Die Ichthyologin Christine E. Thacker stellt sie in ihrer phylogenetischen Studie der Gobioidei sogar innerhalb der Familie der Grundeln (Gobiidae).

## Arten
Es wurden acht Arten beschrieben:
- Schindleria brevipinguis Watson & Walker, 2004
- Schindleria edentata Ahnelt et al., 2022
- Schindleria elongata Fricke & Abu El-Regal, 2017
- Schindleria macrodentata Ahnelt & Sauberer, 2018
- Schindleria multidentata Ahnelt, 2020
- Schindleria nigropunctata Fricke & Abu El-Regal, 2017
- Schindleria pietschmanni (Schindler, 1931)
- Schindleria praematura (Schindler, 1930)

## Weblink
- Schindlerfische auf Fishbase.org (englisch)